# Balticococcus spinosus
Balticococcus spinosus är en insektsart som beskrevs av Koteja 1988. Balticococcus spinosus ingår i släktet Balticococcus och familjen filtsköldlöss.
Artens utbredningsområde är Polen. Inga underarter finns listade i Catalogue of Life.